# Catada rufula
Catada rufula är en fjärilsart som beskrevs av George Francis Hampson. Catada rufula ingår i släktet Catada och familjen nattflyn. Inga underarter finns listade i Catalogue of Life.